# Stam van Baer
Stanny van Baer (1941 o 1942) è una modella olandese, seconda vincitrice del concorso di bellezza Miss International.
Vinse il titolo nel 1961 a Long Beach in California. Ad oggi è l'unica donna olandese ad aver vinto il concorso.